# Вишни Чај
Вишни Чај (слч. Vyšný Čaj) насељено је мјесто са административним статусом сеоске општине (слч. obec) у округу Кошице-околина, у Кошичком крају, Словачка Република.

## Становништво
| Година:    | 1994. | 2004.    | 2014.   | 2024.   |
| ---------- | ----- | -------- | ------- | ------- |
| Број људи: | 269   | 301      | 295     | 317     |
| Разлика:   |       | +11,89 % | -1,99 % | +7,45 % |

| Година:    | 2023. | 2024.   |
| ---------- | ----- | ------- |
| Број људи: | 318   | 317     |
| Разлика:   |       | -0,31 % |

Према подацима о броју становника из 2011. године насеље је имало 304 становника.